# Rally de Nueva Zelanda de 2012
El Rally de Nueva Zelanda de 2012, oficialmente 42nd Rally of New Zealand fue la 42 edición y la séptima ronda de la temporada 2012 del Campeonato Mundial de Rally. Se celebró del 22 al 24 de junio y contó con un itinerario de veintidós tramos sobre tierra que sumaban un total de 393.30 km cronometrados. Fue también la cuarta ronda del Campeonato Super 2000 y la quinta ronda del Campeonato de Producción.
El vencedor fue el francés Sébastien Loeb que conseguía su quinta victoria del año, la tercera consecutiva, y la número 72 en su carrera deportiva. Segundo fue su compañero de equipo Mikko Hirvonen, que terminó a medio minuto de Loeb, lo que suponía el tercer doblete consecutivo de Citroën y el cuarto del año. Cerrando el podio, en la tercera plaza, Petter Solberg, que lograba su cuarto podio del año, mientras que el otro piloto de Ford, Jari-Matti Latvala finalizaba en la séptima posición después de sufrir una salida de pista en el séptimo tramo. Destaca la participación de Manfred Stohl que no competía en el mundial desde Gran Bretaña 2007, inscrito con un Ford Fiesta WRC del equipo Brazil World Rally Team en sustitución de Daniel Oliveira, finalizaba en la décima posición. Por su parte, el español Dani Sordo que llegaba a Nueva Zelanda con una evolución en su Mini Cooper WRC finalizaba en la sexta posición logrando dos scratchs.
En el campeonato SWRC, vencía el piloto local Hayden Paddon,  que se hacía con su segunda victoria del año en la categoría. En el campeonato de Producción vencía el argentino Marcos Ligato a bordo de un Subaru Impreza WRX STi, primera victoria de la temporada para el piloto.

## Desarrollo

### Qualifying stage
| Pos. | Piloto             | Tiempo | Orden |
| ---- | ------------------ | ------ | ----- |
| 1    | Jari-Matti Latvala | 2’31’8 | 13º   |
| 2    | Mikko Hirvonen     | 2’32’2 | 1º    |
| 3    | Petter Solberg     | 2’32’4 | 2º    |
| 4    | Sébastien Loeb     | 2’32’7 | 3º    |
| 5    | Thierry Neuville   | 2’32’9 | 12º   |
| 6    | Ott Tänak          | 2’33’1 | 4º    |
| 7    | Dani Sordo         | 2’33’2 | 5º    |
| 8    | Jari Ketomaa       | 2’33’9 | 6º    |
| 9    | Evgeny Novikov     | 2’34’1 | 7º    |
| 10   | Manfred Stohl      | 2’37’6 | 8º    |
| 11   | Ken Block          | 2’37’7 |       |
| 12   | Armindo Araujo     | 2’38’2 | 10º   |

En la jornada del jueves, durante el tramo de calificación (qualifying stage), Latvala marcó el mejor tiempo, seguido de Hirvonen y Solberg tercero. De esta manera el finés eligió el puesto número trece para salir, para evitar "limpiar" los tramos de gravilla, Hirvonen el primero, Petter Solberg el segundo y Loeb el tercero.

### Día 1
El primer día de carrera, Latvala marcó el mejor tiempo en el primer tramo situándose líder provisional y posteriormente sería su excompañero de equipo, Hirvonen quien se pondría en cabeza, conservando esta posición toda la jornada hasta que en el último tramo del día, Sebastien Loeb tras marcar cinco scratch se pondría líder con cuatro segundos de ventaja sobre Hirvonen, posición que no abandonaría hasta el final de carrera. Por su parte, Latvala sufrió una salida en el séptimo tramo (Te Akau south) que le hizo perder cinco minutos y finalizó el día en novena posición a casi cinco minutos del líder. Su compañero Petter Solberg tampoco estuvo acertado y una mala elección de neumáticos le hizo retrasarse hasta la cuarta posición a más de un minuto de Loeb.

### Día 2
En la jornada del sábado, los dos pilotos de Citroën, Loeb e Hirvonen conservaron sus posiciones al finalizar la jornada, siendo Loeb el líder con una ventaja de 6,4 segundos sobre su compañero. Tercero se situaba el piloto de Ford, Solberg y cuarto el ruso Novikov. Quinta posición para Tanak y sexto el belga Neuville muy seguido del español Sordo.

### Día 3
El último día de carrera Neuville y Sordo marcaron los mejores tiempos en los cinco primeros tramos, hasta que en el tramo 20 (Brother Puhoi 2) Tanak sufrió un accidente que lo dejó fuera de carrera cediendo la quinta posición para Neuville. Por su parte Latvala que se situaba en el séptima posición marcaba el mejor tiempo en los últimos dos tramos, lo que le otorgaba tres puntos extras en el Power stage.

## Itinerario y ganadores
| Día                 | Tramo | Hora  | Tramo                       | Distancia | Ganador            | Tiempo  | Vel. media  | Líder rally        |
| ------------------- | ----- | ----- | --------------------------- | --------- | ------------------ | ------- | ----------- | ------------------ |
| Día 1 (22 de junio) | SS1   | 08:28 | Te Hutewai 1                | 11.18 km  | Jari-Matti Latvala | 7:38.4  | 87.8 km/h   | Jari-Matti Latvala |
| Día 1 (22 de junio) | SS2   | 08:51 | Brother Whaanga Coast 1     | 29.67 km  | Mikko Hirvonen     | 20:51.8 | 85.3 km/h   | Mikko Hirvonen     |
| Día 1 (22 de junio) | SS3   | 10:24 | Te Akau South 1             | 31.82 km  | Sébastien Loeb     | 18:21.9 | 104.0 km/h  | Mikko Hirvonen     |
| Día 1 (22 de junio) | SS4   | 11:07 | Te Akau South 1             | 32.13 km  | Sébastien Loeb     | 17:04.3 | 112.9 km/h  | Mikko Hirvonen     |
| Día 1 (22 de junio) | SS5   | 13:13 | Te Hutewai 2                | 11.18 km  | Sébastien Loeb     | 7:33.5  | 88.7 km/h   | Mikko Hirvonen     |
| Día 1 (22 de junio) | SS6   | 13:56 | Brother Whaanga Coast 2     | 29.67 km  | Mikko Hirvonen     | 20:41.3 | 86.0 km/h   | Mikko Hirvonen     |
| Día 1 (22 de junio) | SS7   | 15:29 | Te Akau South 2             | 11.18 km  | Sébastien Loeb     | 18:09.9 | 36.9 km/h   | Mikko Hirvonen     |
| Día 1 (22 de junio) | SS8   | 16:12 | Te Akau South 2             | 32.13 km  | Sébastien Loeb     | 16:54.1 | 114.1 km/h  | Sébastien Loeb     |
| Día 2 (23 de junio) | SS9   | 9:13  | Batley                      | 17.61 km  | Petter Solberg     | 9:45.3  | 108.31 km/h | Sébastien Loeb     |
| Día 2 (23 de junio) | SS10  | 10:01 | Brother Mititai 1           | 23.22 km  | Jari-Matti Latvala | 12:14.4 | 113.82 km/h | Sébastien Loeb     |
| Día 2 (23 de junio) | SS11  | 10:34 | Girls High School 1         | 26.99 km  | Petter Solberg     | 15:34.6 | 103.96 km/h | Sébastien Loeb     |
| Día 2 (23 de junio) | SS12  | 14:02 | Waipu Gorge                 | 11.38 km  | Sébastien Loeb     | 6:34.2  | 103.92 km/h | Sébastien Loeb     |
| Día 2 (23 de junio) | SS13  | 14:25 | Brooks                      | 13.6 km   | Sébastien Loeb     | 8:00.7  | 101.85 km/h | Sébastien Loeb     |
| Día 2 (23 de junio) | SS14  | 15:08 | Brother Mititai 1           | 23.22 km  | Jari-Matti Latvala | 12:13.6 | 113.94 km/h | Sébastien Loeb     |
| Día 2 (23 de junio) | SS15  | 15:41 | Girls High School 1         | 26.99 km  | Mikko Hirvonen     | 15:36.2 | 103.79 km/h | Sébastien Loeb     |
| Día 3 (24 de junio) | SS16  | 8:08  | Burnside / Wech Access 1    | 7.30 km   | Thierry Neuville   | 4:13.6  | 103.62 km/h | Sébastien Loeb     |
| Día 3 (24 de junio) | SS17  | 8:26  | Brother Puhoi 1             | 17.94 km  | Thierry Neuville   | 10:22.6 | 103.73 km/h | Sébastien Loeb     |
| Día 3 (24 de junio) | SS18  | 9:44  | SSS Auckland Domain 1       | 2.05 km   | Dani Sordo         | 1:44.0  | 70.96 km/h  | Sébastien Loeb     |
| Día 3 (24 de junio) | SS19  | 11:28 | SSS Auckland Domain 2       | 2.05 km   | Dani Sordo         | 1:41.7  | 72.56 km/h  | Sébastien Loeb     |
| Día 3 (24 de junio) | SS20  | 12:36 | Brother Puhoi 2             | 17.94 km  | Thierry Neuville   | 10:22.2 | 103.80 km/h | Sébastien Loeb     |
| Día 3 (24 de junio) | SS21  | 13:09 | Auckland Conventions Ahuroa | 6.75 km   | Jari-Matti Latvala | 3:58.6  | 101.84 km/h | Sébastien Loeb     |
| Día 3 (24 de junio) | SS22  | 13:40 | Burnside / Wech Access 2    | 7.30 km   | Jari-Matti Latvala | 4:14.3  | 103.34 km/h | Sébastien Loeb     |

### Power Stage
| Pos | Piloto             | Tiempo   | Difer. | Veloc. media | Puntos |
| --- | ------------------ | -------- | ------ | ------------ | ------ |
| 1.  | Jari-Matti Latvala | 4:14.300 | 0.000  | 103.34 km/h  | 3      |
| 2.  | Petter Solberg     | 4:15.800 | 1.500  | 102.74 km/h  | 2      |
| 3.  | Sébastien Loeb     | 4:16.000 | 1.700  | 102.66 km/h  | 1      |

## Clasificación final
| Pos.     | Piloto               | Copiloto             | Automóvil                  | Tiempo    | Diferencia | Puntos  |
| General  | General              | General              | General                    | General   | General    | General |
| -------- | -------------------- | -------------------- | -------------------------- | --------- | ---------- | ------- |
| 1.       | Sébastien Loeb       | Daniel Elena         | Citroën DS3 WRC            | 4:04:51.2 | -          | 25+1    |
| 2.       | Mikko Hirvonen       | Jarmo Lehtinen       | Citroën DS3 WRC            | 4:05:20.8 | +29.6      | 18      |
| 3.       | Petter Solberg       | Chris Patterson      | Ford Fiesta RS WRC         | 4:06:27.6 | +1:36.4    | 15+2    |
| 4.       | Evgeny Novikov       | Denis Giraudet       | Ford Fiesta RS WRC         | 4:07:04.8 | +2:13.6    | 12      |
| 5.       | Thierry Neuville     | Nicolas Gilsoul      | Citroën DS3 WRC            | 4:07:33.6 | +2:42.4    | 10      |
| 6.       | Dani Sordo           | Carlos del Barrio    | Mini John Cooper Works WRC | 4:07:54.3 | +3:03.1    | 8       |
| 7.       | Jari-Matti Latvala   | Miikka Anttila       | Ford Fiesta RS WRC         | 4:09:44.1 | +4:52.9    | 6+3     |
| 8.       | Armindo Araujo       | Miguel Ralmalho      | Mini John Cooper Works WRC | 4:14:27.6 | +9:36.4    | 4       |
| 9.       | Ken Block            | Alessandro Gelsomino | Ford Fiesta RS WRC         | 4:15:21.5 | +10:30.3   | 2       |
| 10.      | Manfred Stohl        | Ilka Minor           | Ford Fiesta RS WRC         | 4:16:17.5 | +11:26.3   | 1       |
| SWRC     |                      |                      |                            |           |            |         |
| 1.(14.)  | Hayden Paddon        | John Kennard         | Škoda Fabia S2000          | 4:20:17.4 | 0.0        | 25      |
| 2.(35.)  | Per-Gunnar Andersson | Emil Axelsson        | Proton Satria Neo S2000    | 4:53:37.1 | +33:19.7   | 18      |
| 3.(36.)  | Maciej Oleksowicz    | Andrzej Obrebowski   | Ford Fiesta S2000          | 5:03:55.3 | +43:37.9   | 15      |
| 4.(37.)  | Yazeed Al-Rajhi      | Michael Orr          | Ford Fiesta S2000          | 5:10:02.5 | +49:45.1   | 12      |
| PWRC     |                      |                      |                            |           |            |         |
| 1. (16.) | Marcos Ligato        | Rubén García         | Subaru Impreza WRX STi     | 4:35:20.9 | 0.0        | 25      |
| 2. (18.) | Subhan Aksa          | Jeff Judd            | Mitsubishi Lancer Evo X    | 4:41:11.7 | +5:50.8    | 18      |
| 3. (19.) | Ricardo Triviño      | Alex Haro            | Mitsubishi Lancer Evo IX   | 4:42:27.9 | +7:07.0    | 15      |
| 4. (20.) | Valeriy Gorban       | Andriy Nikolaiev     | Mitsubishi Lancer Evo IX   | 4:43:30.3 | +8:09.4    | 12      |
| 5. (22.) | Gianluca Linari      | Nicola Arena         | Subaru Impreza WRX STi     | 4:53:33.1 | +18:12.2   | 10      |
| 6. (27.) | Louise Cook          | Stefan Davis         | Ford Fiesta ST             | 5:07:21.3 | +32:00.4   | 8       |